# La Quinzaine littéraire
La Quinzaine littéraire ist eine vierzehntäglich erscheinende französische Literaturzeitschrift, die 1966 von Maurice Nadeau begründet wurde.
Sie enthält Kommentare zu aktuellen literarischen und kulturellen Themen und ist im frankophonen Bereich eine der wichtigsten und etabliertesten Quellen für Rezensionen von literarischen und geisteswissenschaftlichen Neuerscheinungen. Unter den mehr als tausend (überwiegend freien) Mitarbeitern sind: Viviane Forrester, Jacqueline de Romilly, Angelo Rinaldi, Héctor Bianciotti und Dominique Fernandez.